# Alexei Petrowitsch Pawlow

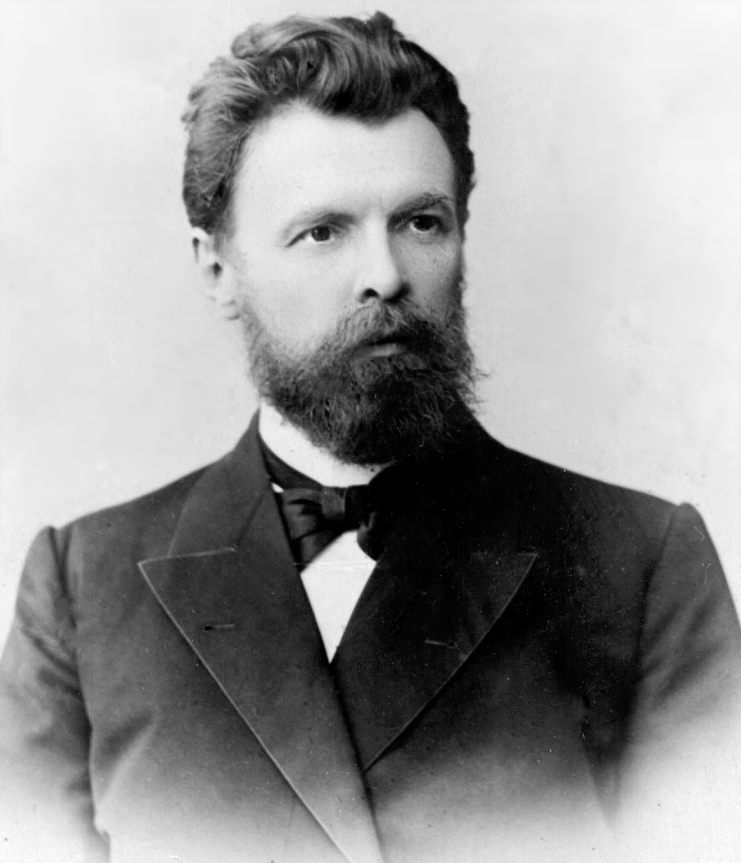
Alexei Petrowitsch Pawlow

Alexei Petrowitsch Pawlow, russisch Алексей Петрович Павлов (* 19. Novemberjul. / 1. Dezember 1854greg. in Moskau; † 9. September 1929 in Bad Tölz) war ein russischer Geologe und Paläontologe.

## Leben
Pawlow studierte an der Kaiserlichen Universität Moskau, wo Grigori Schtschurowski einer seiner Lehrer war, mit dem Abschluss 1878 und war dann Mittelschullehrer in Twer. 1880 wurde er Kustos des geologischen Museums der Lomonossow-Universität. 1884 wurde er dort Dozent, 1886 habilitierte er sich (russische Doktorarbeit, über die Ammoniten der Aspidoceras acanthicum-Zone) und ab 1896 ordentlicher Professor für Geologie und Paläontologie.  Er lehrte auch an der Landwirtschaftsakademie in Petrowsk (1889 bis 1892) und am Moskauer Archäologischen Institut (1908 bis 1919) sowie bei den Guerrier-Kursen (Höhere Kurse für Frauen (WSchK)), wo Wera Alexandrowna Warsanofjewa zu seinen Studentinnen gehörte.
Er befasste sich mit Stratigraphie und Paläontologie des oberen Jura und der unteren Kreide in Russland und deren Verbindung zur Gliederung in Westeuropa. Ab 1880 erforschte er die Geologie der mittleren Wolga (Jura, Kreide), zunächst für die Kaiserliche St. Petersburger Mineralogische Gesellschaft, dann für das Geologische Komitee. Das war auch Gegenstand seiner Magister-Dissertation (1884). Er war ein Gegner der Einführung der Wolga-Stufen im oberen Jura durch Sergei Nikolajewitsch Nikitin und behandelte auch die Paläogeographie des Mesozoikums der russischen Tafel. Pawlow machte auch als Erster auf die Shiguli-Verwerfung im Wolgagebiet aufmerksam. Er untersuchte Erdrutsche im Wolga-Gebiet und prognostizierte dort 1887 Ölvorkommen (die später bestätigt wurden). Er bereiste Westeuropa und arbeitete dort mit Melchior Neumayr, Jean Albert Gaudry und Eduard Suess und forschte auch auf der Krim, im Petschora-Gebiet, im Kaukasus und in Mittelasien. Später wandte er sich dem Tertiär und Quartär des Wolga-Gebiets und seiner Stratigraphie zu. Seine glazialgeologischen Untersuchungen mit einer eigenen Einteilung der Eiszeit fanden im Ausland wenig Zustimmung.

## Mitgliedschaften
- 1905 korrespondierendes Mitglied der Russischen Akademie der Wissenschaften
- 1910 Geologische Vereinigung[1]
- 1912 Paläontologische Gesellschaft[2]
- 1916 wirkliches Mitglied der Russischen Akademie der Wissenschaften
- 1925 Mitglied der Leopoldina[3]